# Liparochrus asperulus
Liparochrus asperulus är en skalbaggsart som beskrevs av Leon Fairmaire 1877. Liparochrus asperulus ingår i släktet Liparochrus och familjen Hybosoridae. Inga underarter finns listade i Catalogue of Life.